# 彩虹集团 (中国大陆)
彩虹集团公司（英語：IRICO Group Corporation）由建于1978年的陕西彩色显像管总厂组建而来，是中国最大的显像管制造商之一。为中国中央企业之一，2012年12月31日，被中国电子信息产业集团有限公司收歸旗下。
旗下上市公司包括：彩虹集團新能源股份有限公司（港交所：0438），以及彩虹显示器件股份有限公司（上交所：600707）。

## 历史
中国第一家彩色显像管。
2007年1月开始建设中国第一条液晶玻璃基板生产线。